# Berghofer Mark
Die Berghofer Mark ist ein Dortmunder Stadtteil im Stadtbezirk Aplerbeck. Sie liegt im äußersten Südosten Dortmunds und grenzt im Süden an die Stadt Schwerte.
Die Grenze der Berghofer Mark ist im Osten der Schwerter Wald, im Westen und Süden grenzt die Berghofer Mark an den Dortmunder Stadtteil Höchsten. Nördlich wird die Berghofer Mark durch die Wittbräucker Straße und Berghofen begrenzt.
Der Stadtteil ist vor allem durch eine hohe Dichte an Einfamilienhäusern und kleinen Mehrfamilienhäusern gekennzeichnet.

## Bevölkerung
Der Stadtteil Berghofer Mark gehört zum statistischen Bezirk Berghofen.
Bevölkerungsstruktur im statistischen Unterbezirk Berghofer Mark (2018):
- Bevölkerungsanteil der unter 18-Jährigen: 14,8 % [Dortmunder Durchschnitt: 16,2 % (2018)][1]
- Bevölkerungsanteil der mindestens 65-Jährigen: 23,5 % [Dortmunder Durchschnitt: 20,2 % (2018)][2]
- Ausländeranteil: 3,7 % [Dortmunder Durchschnitt: 18,2 % (2018)][3]
- Arbeitslosenquote: 3,0 % [Dortmunder Durchschnitt: 9,8 % (2018)][4]

Das durchschnittliche Einkommen in der Berghofer Mark liegt etwa 45 % über dem Dortmunder Durchschnitt.

### Bevölkerungsentwicklung
| Jahr | Einw. |
| ---- | ----- |
| 2003 | 2283  |
| 2008 | 2377  |
| 2010 | 2356  |
| 2013 | 2307  |
| 2018 | 2300  |